# 碘酸钬
碘酸钬是一种无机化合物，化学式为Ho(IO3)3。它可由高碘酸钬、高碘酸在水中于170 °C反应得到。它在水中的溶解度为1.162±0.001（25 °C，103 mol·dm−3），在水中加入甲醇或乙醇，溶解度会降低。